# Карлос Менем
Ка́рлос Сау́ль Мене́м (ісп. Carlos Saúl Menem; 2 липня 1930 — 14 лютого 2021) — аргентинський політик і адвокат. Займав посаду президента Аргентини з 1989 по 1999 роки. З 2005 року є сенатором від провінції Ла-Ріоха.

## Біографія
Народився у вірмено-алавітській родині іммігрантів з Сирії, але згодом прийняв католицьку віру.
Закінчив Національний університет Кордови у 1955 році за фахом «юрист».
Упродовж двох термінів був губернатором провінції Ла-Ріоха. Вперше був обраний у 1973 році й перебував на цьому посту до 1976 року, коли в Аргентині стався військовий переворот.
Удруге став губернатором у жовтні 1983 року після падіння військової хунти. Переобирався на цей пост у грудні 1987 року й був губернатором до липня 1989 року.
14 травня 1989 року переміг на президентських виборах, здобувши перемогу над чинним президентом Раулем Альфонсином.
На посту президента провадив неоліберальну економічну політику, що привела Аргентину до дефолту. Нині — сенатор від провінції Ла-Ріоха.
1 липня 2001 року Карлос Менем був заарештований за звинуваченням у контрабанді зброї в Еквадор і Хорватію, але був виправданий.
1 грудня 2015 року Менема також визнали винним у розкраданні та засудили до чотирьох з половиною років позбавлення волі.

## Нагороди
- Кавалер золотого ланцюга ордена Пія IX (Ватикан, 3 грудня 1993)[9]